# Arnold von Winkelried

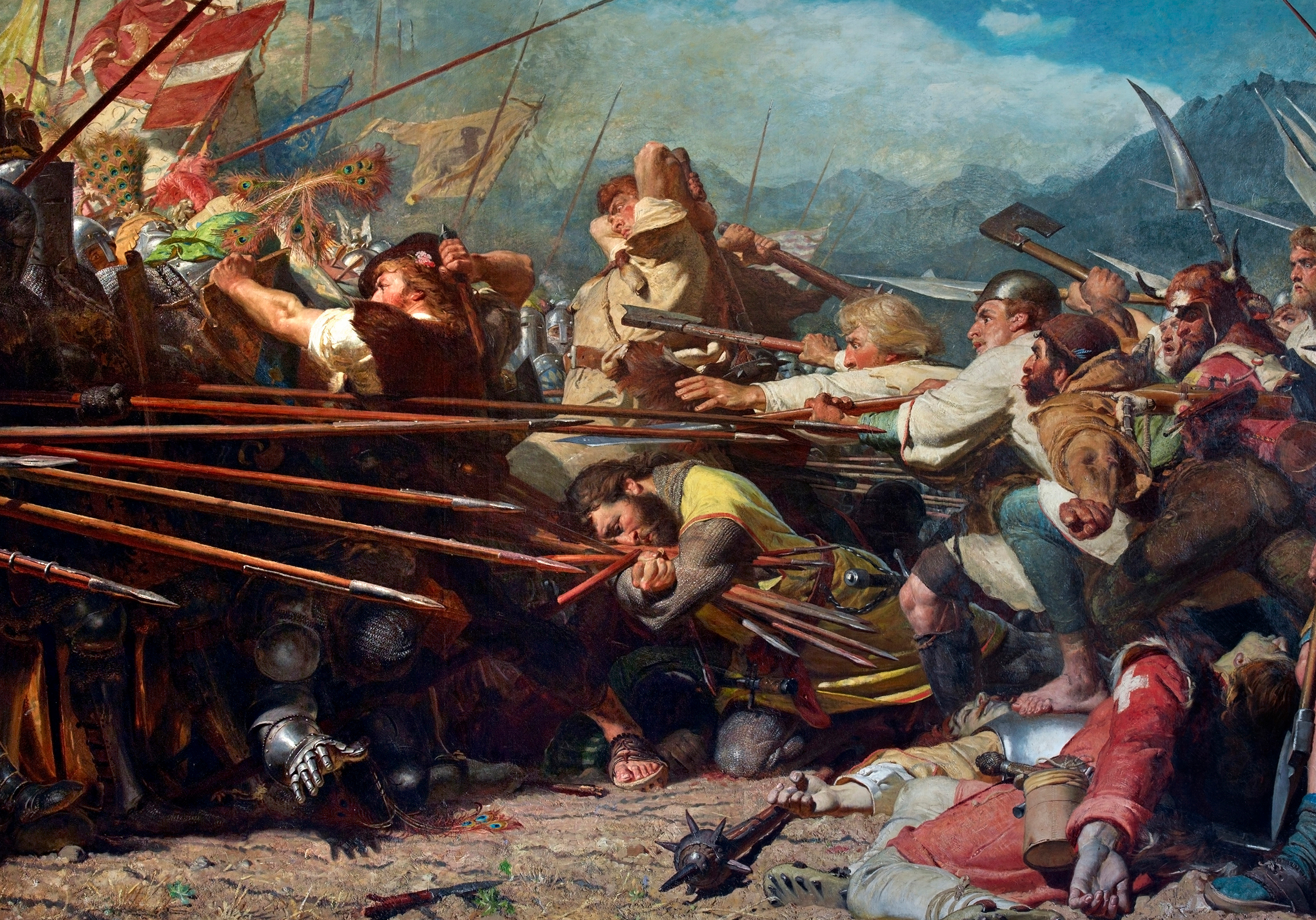
1800-talsmålning föreställande Winelrieds hjältedåd av Konrad Grob.

Arnold von Winkelried är en i sägen och litteratur känd schweizisk nationalhjälte under medeltiden.
Hans existens som en verklig person är satt i tvivel. Första gången han omtalas i skriftliga handlingar är år 1538. Enligt den vanligaste framställningen skulle Arnold av Winkelried, då hertig Leopold III av Österrike anföll schweizarna 1386, i sammandrabbningen vid Sempach ha möjliggjort schweizarnas seger genom hjältemodig självuppoffring. Han skall ha riktat sig mot flera av österrikarnas lansar och genom att i sitt fall dra med sig dessa ha öppnat den fientliga linjen för schweizarnas infall.
Samtida källor nämner som sagt inget om händelserna. Han omnämns även i en senare upptecknad visa om slaget vid Sempach.